# História do feminismo
A história do feminismo envolve a história do movimento feminista e de pensadoras feministas. De acordo com a data, cultura e país, feministas ao redor do mundo tiveram, por vezes, diferentes causas e objetivos. A maioria das historiadoras feministas ocidentais defendem que todos os movimentos que trabalham pela obtenção dos direitos da mulher devem ser considerados movimentos feministas, mesmo que eles não usem ou tenham usado o termo para identificar-se. Outros historiadores defendem que o termo deva ser restrito aos movimentos feministas modernos e seus descendentes. Estes historiadores utilizam o termo protofeminismo para descrever movimentos mais antigos.
A história dos movimentos feministas modernos no ocidente é dividida em três “ondas”. Cada uma é descrita como preocupada com diferentes aspectos dos mesmos temas feministas. A primeira onda refere-se ao movimento desde o século XIX até o começo do século XX, que lidou majoritariamente com o sufrágio das mulheres, direitos trabalhistas e educacionais para mulheres e garotas. A segunda onda (década de 60-80) lidava com a desigualdade das leis, bem como as desigualdades culturais, e com o papel da mulher na sociedade. A terceira onda (fim da década de 1980-começo da década de 2000) é vista tanto como uma continuação da segunda onda e como uma resposta às falhas nela percebidas.

## Etimologia
O Oxford English Dictionary apresenta o ano de 1629 como a primeira aparição do termo “feminista” e 1675 do termo “feminismo”. 

## Protofeminismo

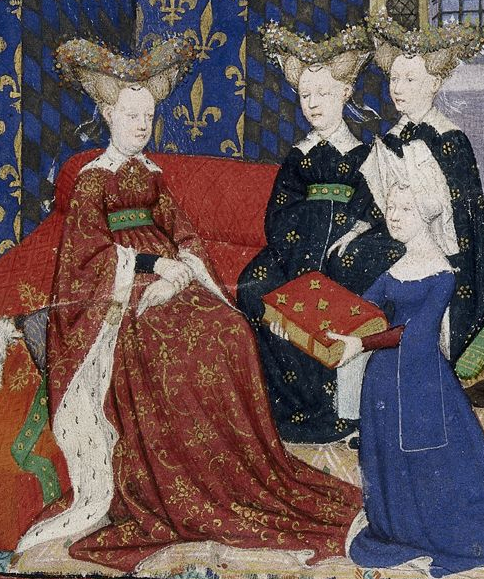
Cristina de Pisano apresenta seu livro à rainha Isabel da Baviera.

Pessoas e ativistas que discutiram ou avançaram os temas relacionados às mulheres antes da existência do movimento feminista são por vezes identificados como protofeministas. Alguns estudiosos, contudo, criticam o uso deste termo. Alguns argumentam que diminui a importância de contribuições mais antigas, enquanto outros argumentam que o feminismo não possui uma história única e linear, como se supõe no uso de termos como “protofeminismo” ou “pós-feminismo”.
A escritora italiana Cristina de Pisano, autora dos livros Le Livre de la Cité des Dames (O Livro da Cidade das Damas) e Epître au Dieu d'Amour (Epístola ao Deus do Amor) é citada por Simone de Beauvoir como a primeira mulher a escrever sobre as relações entre os sexos e a denunciar a misoginia. Mais tarde, Heinrich Cornelius Agrippa von Nettesheim e Modesta di Pozzo di Forzi, que trabalharam no século XVI, e outras do século XVII, como Hannah Woolley, na Inglaterra; Juana Inés de la Cruz no México; Marie de Gournay, Anne Bradstreet e François Poullain de la Barre; são por vezes descritos como protofeministas.

## Séculos XVII e XVIII
Uma das mais importantes escritoras feministas em língua inglesa no século XVII foi Margaret Cavendish.

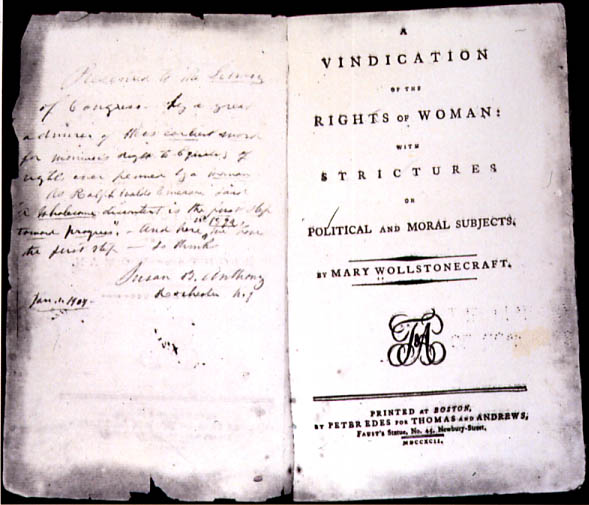
Primeira edição impressa de Vindication of the Rights of Woman (Uma Defesa dos Direitos da Mulher), de Mary Wollstonecraft.

O Iluminismo foi caracterizado pela razão secular intelectual, e um florescimento da escrita filosófica. Vários filósofos iluministas do século XVIII defenderam os direitos das mulheres, como Marie Jean Antoine Nicolas Caritat, Marquês de Condorcet; Jeremy Bentham; e, mais notavelmente, Mary Wollstonecraft.

### Jeremy Bentham
O filósofo inglês utilitarista e liberal clássico Jeremy Bentham afirmou que era a colocação da mulher em uma posição legalmente inferior que o fez escolher a carreira de reformista, aos onze anos de idade. Bentham defendia uma completa igualdade entre os sexos, incluindo o direito ao voto e a participação no governo. Além disto, opunha-se fortemente aos padrões morais fortemente discrepantes entre homens e mulheres.
Em seu livro, “Introdução aos Princípios da Moral e da Legislação” (1781), Bentham condena entusiasticamente a prática, comum em vários países, de negar direitos às mulheres devido às suas mentes supostamente inferiores. Bentham fornece vários exemplos de capazes mulheres regentes.

### Marquês de Condorcet
Nicolas de Caritat, o Marquês de Condorcet, foi um matemático, político liberal clássico, revolucionário e voltairiano anticlerical. Ele era um defensor ferrenho dos direitos humanos, incluindo a igualdade entre mulheres e homens e a abolição da escravatura, já na década de 1780. Ele apoiou o sufrágio das mulheres para o novo governo, escrevendo um artigo para o Journal de la Société de 1789 e também ao publicar De l'admission des femmes au droit de cité (Pela Admissão dos Direitos das Mulheres à Cidadania) em 1790.

### Wollstonecraft eA Vindication

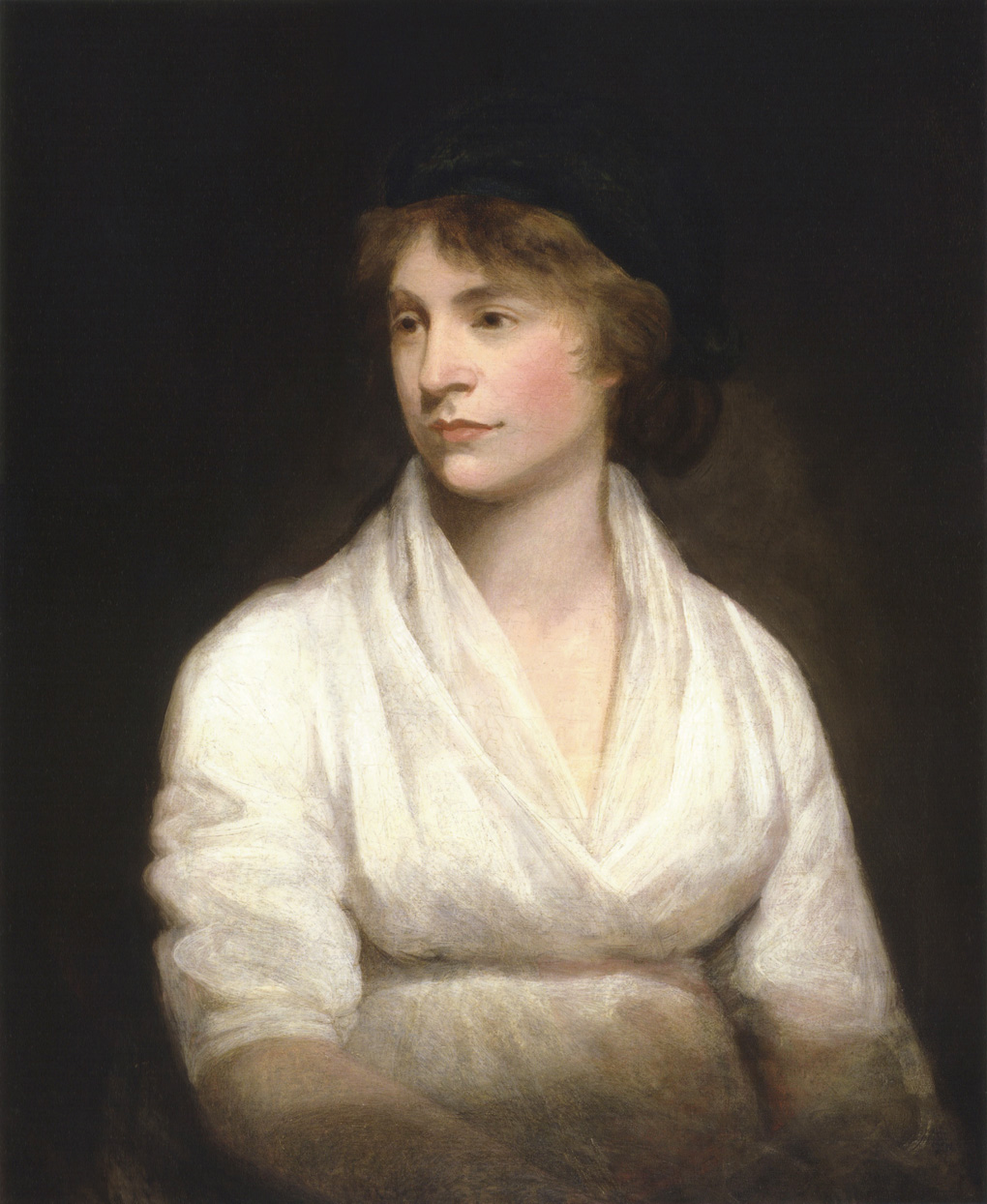
Mary Wollstonecraft por John Opie (c. 1797).

Possivelmente, a mais citada escritora feminista da época foi Mary Wollstonecraft, frequentemente caracterizada como a primeira escritora feminista. A Vindication of the Rights of Woman (1792) é um dos primeiros que podem indubitavelmente serem chamados feministas, embora para os padrões modernos a comparação que a autora faz com a nobreza, a elite da sociedade (mimada, frágil, à beira da ociosidade intelectual e moral) pode parecer um argumento feminista datado. Mary Wollstonecraft identificou a educação e a criação de mulheres como criadoras das suas expectativas limitadas baseadas na imagem que possuíam de si mesmas, ditada pelo Olhar (Lacan) dos homens.[carece de fontes?] Apesar de suas visíveis inconsistências (Brody a aborda falando de “as duas Wollestonecrafts”), reflexos de problemas que até então não tinham respostas fáceis, este livro continua sendo uma fundação do pensamento feminista.
Mary acreditava que mulheres e homens contribuíam para a desigualdade. Ela entendia como evidente que mulheres possuíam considerável poder sobre os homens, mas que os dois careciam de reeducação para garantir que mudanças necessárias nas suas atitudes sociais. Seu legado continua na necessidade contemporânea das mulheres em ganhar voz e contar as suas histórias.[carece de fontes?] Suas próprias conquistas são descritivas de sua própria determinação, dado que veio de uma família pobre e teve pouquíssimo acesso à educação. Mary atraiu o desprezo de Samuel Johnson, que a descreveu, bem como as pessoas que com ela simpatizavam, como “Amazonas da Caneta”. Dado o seu relacionamento com Hester Thrale, aparentemente o problema de Johnson não era com mulheres educadas e inteligentes, mas com o fato de que elas adentrariam no território até então masculino da escrita. Para muitos comentaristas, Mary representa a primeira codificação de um feminismo preocupado com a “igualdade” entre os gêneros, em oposição às diferenças. Ademais, trazia uma recusa da feminilidade, ambas abordagens de Mary que foram percebidas como resultantes do Iluminismo.

### Outras autoras importantes
Outras importantes autoras do tempo incluem Catharine Macaulay, que argumentou em 1790 que a aparente fraqueza das mulheres era causada pela sua educação precária. Em outras partes da Europa, Hedvig Charlotta Nordenflycht estava escrevendo na Suécia, e o que se supõe ser a primeira sociedade científica para mulheres foi fundada em Midelburgo, no sul da Holanda, no ano de 1785. Tratava-se da Natuurkundig Genootschap der Dames (Sociedade das Mulheres pelo Conhecimento Natural), que encontrava-se regularmente desde 1881, dissolvendo-se somente em 1887. Jornais voltados às mulheres que focavam-se na ciência se tornaram populares durante este período também. Outros autores, porém, apontam que mulheres já têm sido cientistas há 4.000 anos.